# Homoneura valida
Homoneura valida är en tvåvingeart som beskrevs av Kim 1994. Homoneura valida ingår i släktet Homoneura och familjen lövflugor. Inga underarter finns listade i Catalogue of Life.